# Kritor

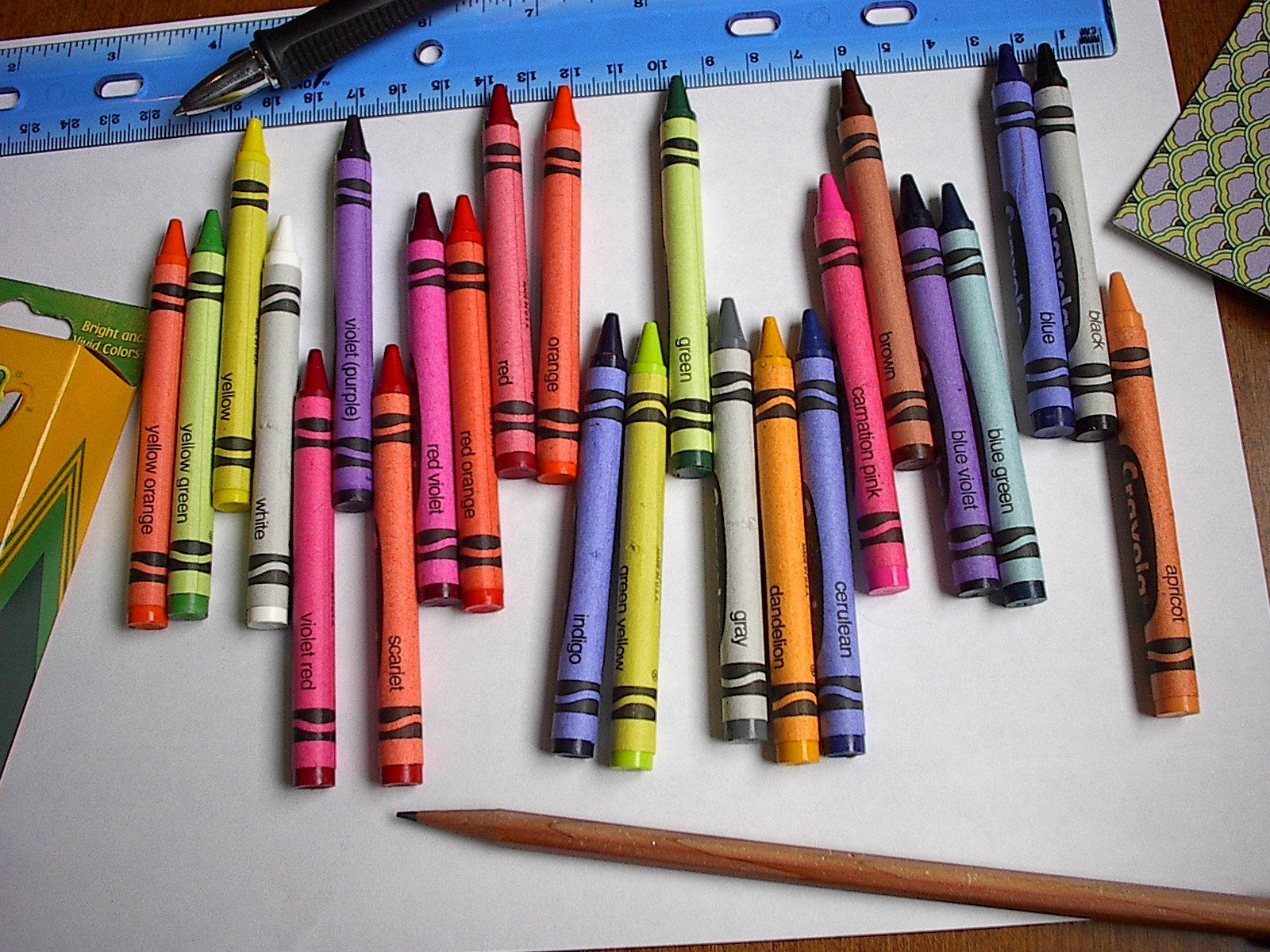
Färgkritor

Kritor är ett rit- och skrivverktyg bestående av stavar med färgad vax, kol, kalk eller andra mjuka material.

## Exempel på kritor
- Färgkritor kallas vanliga vaxkritor som används för att exempelvis rita teckningar eller färglägga bilder i målarböcker.
- Tavelkritor, vilka bland annat används för att skriva på svarta tavlan eller en griffeltavla med, är ofta vita (men kan vara färgade) och oftast tillverkade av gips.
- Gatukritor är tjockare kritor av vanligtvis kalkspat och kalksten, i olika färger som används för att rita på asfalt.

## Asbest i kritor
År 2000 fanns det oro för potentiell kontaminering av asbest i många populära märken av kritor efter att Seattle Post-Intelligencer i maj samma år hade rapporterat att de hade låtit utföra tester som fann att tre märken av kritor innehöll asbest. I en uppföljningsstudie som släpptes i juni fann U.S. Consumer Product Safety Commission (CPSC) spår av asbestfibrer i tre kritor och i en del andra kritor hade man funnit större mängder av fibrer som kan misstolkas som asbest till följd av användning av talk som bindemedel. CPSC förklarade att risken var låg, men sade att man på grund av farhågorna hade bett tillverkarna att ändra de berörda kritornas sammansättning och berömde dem för deras snabba sätt att göra det.